# Солџер (Канзас)
Солџер (енгл. Soldier) град је у америчкој савезној држави Канзас.

## Демографија
По попису из 2010. године број становника је 136, што је 14 (11,5%) становника више него 2000. године.
| Група             | 2000.      | 2010.       |
| Белци             | 93 (76,2%) | 127 (93,4%) |
| Афроамериканци    | 0 (0,0%)   | 0 (0,0%)    |
| Азијати           | 0 (0,0%)   | 0 (0,0%)    |
| Хиспаноамериканци | 8 (6,6%)   | 3 (2,2%)    |
| Укупно            | 122        | 136         |